# Кумуляція (література)
Кумуляція (Cumulatio — збільшення, скупчення) — термін, який використовується в літературознавстві та фольклористиці в різних значеннях:
- Спосіб побудови композицій хронікальних і багатолінійних оповідних і драматичних сюжетів. Події, в хронікальних сюжетах, не мають між собою причинно-наслідкових зв'язків і співвіднесені один з одним лише в часі, як це має місце, наприклад, в «Одіссеї» Гомера, «Дон Кіхоті» Сервантеса, «Дон Жуані» Байрона. У багатолінійних сюжетах, одночасно, паралельно одна одній, розгортаються кілька подієвих ліній, пов'язаних з долею різних осіб і дотичних лише епізодично і зовні. Така сюжетна організація «Анни Кареніної» Л. М. Толстого і «Трьох сестер» А. П. Чехова.
- Спосіб побудови сюжетної композиції фольклорних творів, який полягає в приєднанні однорідних мотивів в певному порядку до зазначеної межі.

Говорячи про кумуляцію в фольклорі, йдеться про традиційний фольклор, а не постфольклор, де архаїчний принцип побудови сюжету став непопулярним. Кумулятивний принцип застосовується в обрядовому фольклорі (замовляння), в казковому фольклорі (казка), в дитячому фольклорі (колискові пісні, пестушки, потішки, заклички, лічилки, дитячий гумористичний фольклор).